# Przestrzeń Wolności 2010

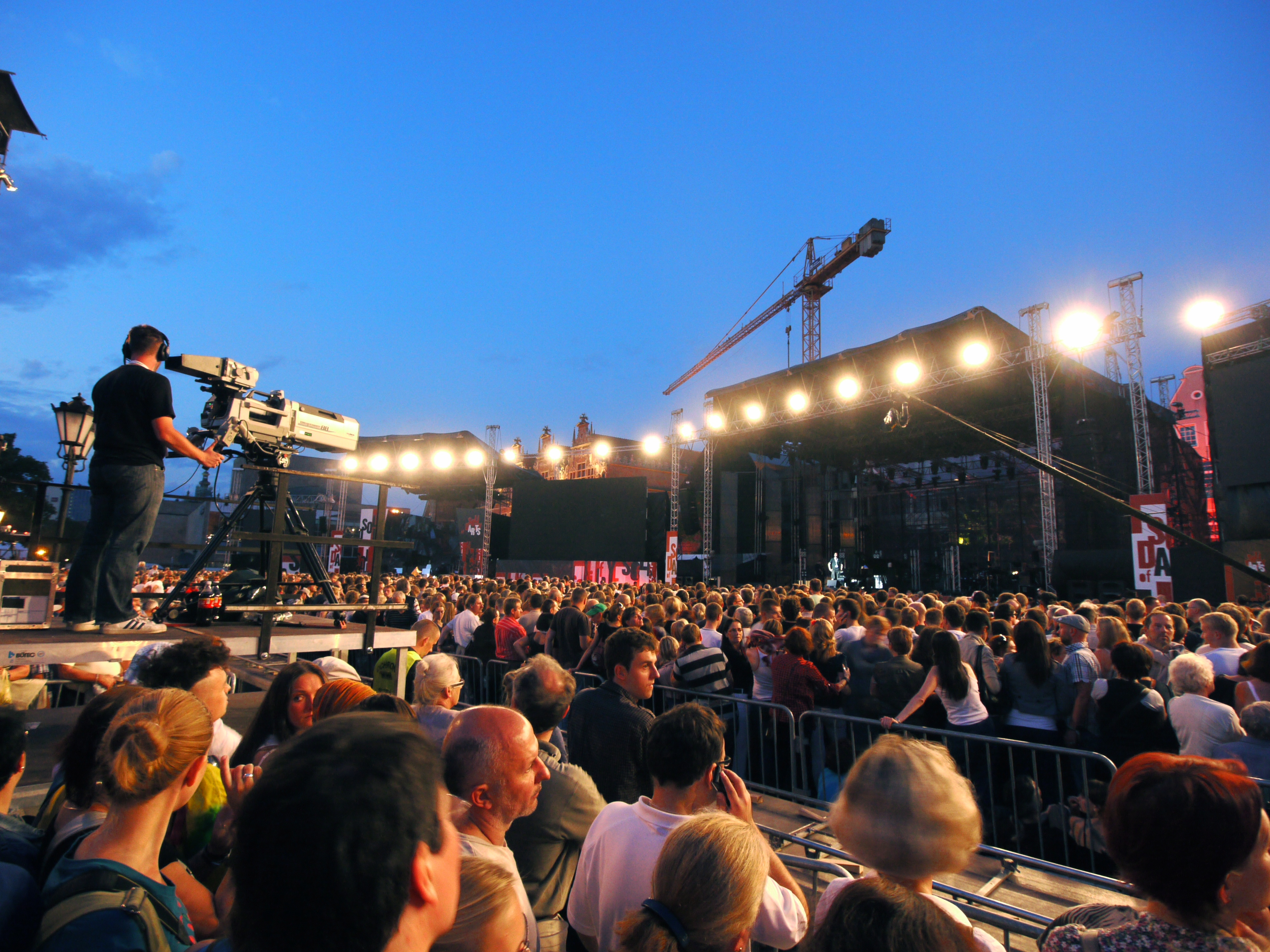
Dwie z trzech scen, na których odbywał się koncert Możdżer+.

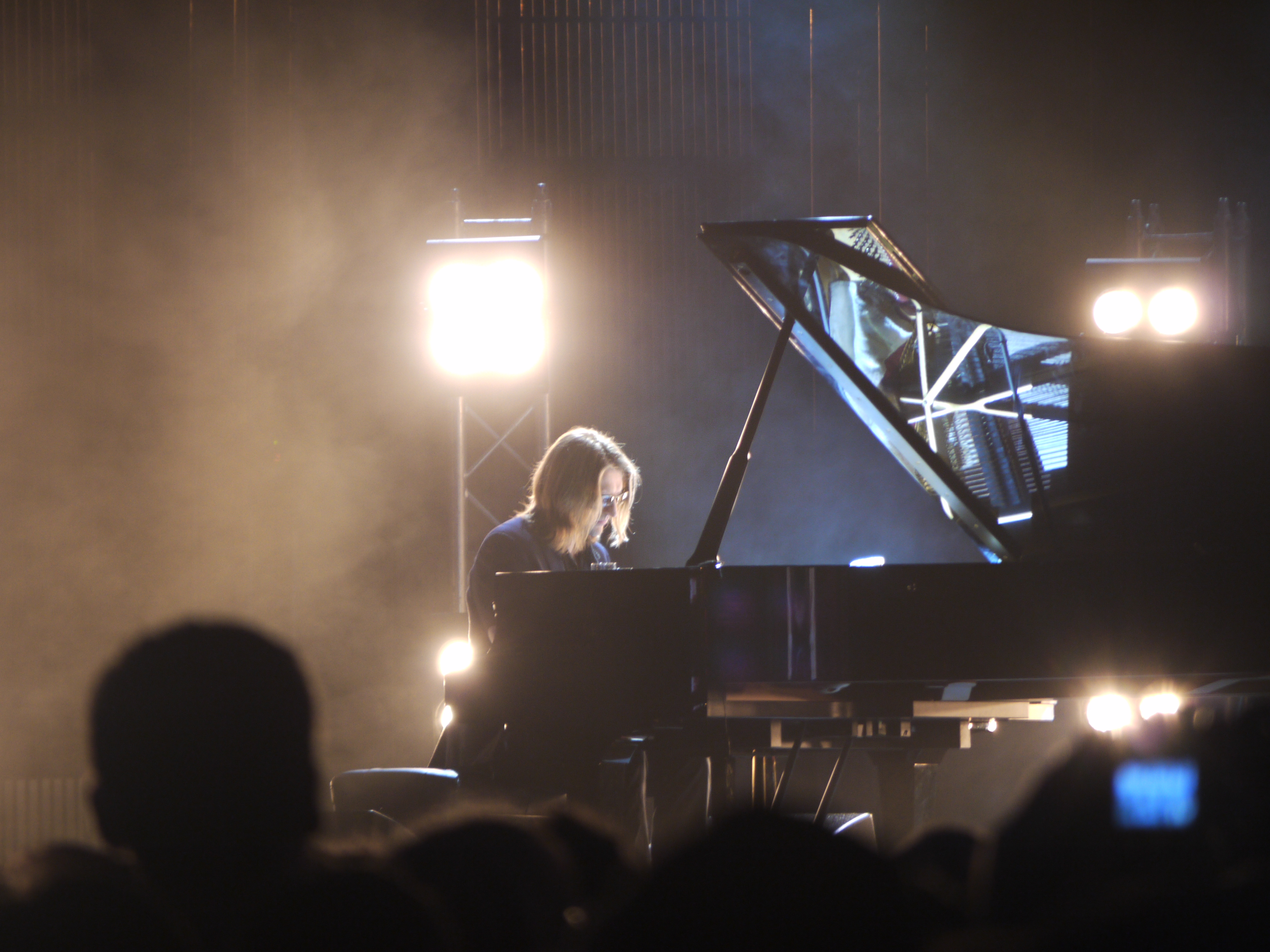
Leszek Możdżer grający utwór Chopina.

Przestrzeń Wolności 2010 (ang. Solidarity of Arts 2010) – zespół imprez kulturalnych organizowanych w Gdańsku z okazji obchodów święta 30. rocznicy powstania Solidarności oraz 200-lecia urodzin Fryderyka Chopina.
Kulminacją imprezy było widowisko jazzowe przygotowane przez Leszka Możdżera – Możdżer+. Koncert odbył się 21 sierpnia 2010 na Targu Węglowym w Gdańsku. Na trzech przygotowanych scenach, oprócz Możdżera (grającego na fortepianie) wystąpili:
- Naná Vasconcelos na idiofonach
- Lars Danielsson na kontrabasie i wiolonczeli
- Zohar Fresco na instrumentach perkusyjnych
- Marcus Miller na gitarze basowej
- Alex Han na saksofonie i klarnecie
- Louis Cato na perkusji
- Motion Trio na akordeonach
- John Scofield na gitarze elektrycznej
- Steve Swallow na gitarze basowej
- Bill Stewart na perkusji
- Orkiestra Kameralna Aukso pod dyrekcją Marka Mosia
- Eddie Daniels na klarnecie
- Charles Fox jako aranżer i dyrygent orkiestry Filharmonii Bałtyckiej
- Gaba Kulka jako piosenkarka